# اچ‌ام‌اس آنداونتد (۱۸۶۱)
اچ‌ام‌اس آنداونتد (۱۸۶۱) (به انگلیسی: HMS Undaunted (1861)) یک کشتی بود که طول آن ۲۵۰ فوت (۷۶٫۲ متر) بود. این کشتی در سال ۱۸۶۱ ساخته شد.